# تیمور غربی

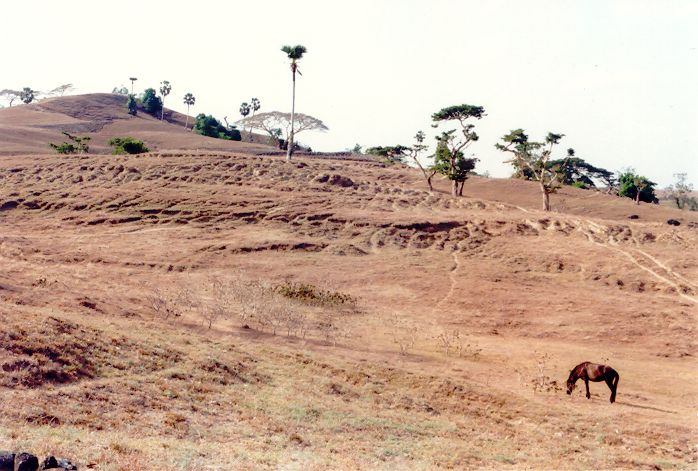
نگاره‌ای کهن از ناحیهٔ تیمور غربی در استان سوندای شرقی - ۱۹۹۱

به ناحیه غربی جزیره تیمور در اصطلاح تیمور غربی گفته می شود. تیمور غربی بخشی از استان سوندای شرقی کشور اندونزی است.